# Langeln (Holstein)
Langeln település Németországban, Schleswig-Holstein tartományban. Lakosainak száma 624 fő (2023. december 31.). Langeln Hemdingen és Heede (Holstein) községekkel határos.

## Népesség
A település népességének változása:
| Lakosok száma | 365  | 536  | 601  | 592  | 591  | 602  | 624  |
|               | 1975 | 2014 | 2017 | 2019 | 2021 | 2022 | 2023 |